# Widdringtonia schwarzii
Widdringtonia schwarzii é uma espécie de conífera da família Cupressaceae.
Apenas pode ser encontrada na África do Sul.
Está ameaçada por perda de habitat.